# Pseudolmedia hirtula
Pseudolmedia hirtula là một loài thực vật có hoa trong họ Moraceae. Loài này được Kuhlm. miêu tả khoa học đầu tiên năm 1940.